# Antoine Moussali
Antoine Moussali (1921-2003) est un prêtre lazariste d’origine libanaise et islamologue.

## Biographie
Antoine Moussali est né le 26 novembre 1921 au Liban. En 1938, il entre dans la Congrégation de la Mission (lazaristes) et prononce ses vœux le 25 juillet 1940. Il est ordonné prêtre le 24 décembre 1944 à Dax. Sa vie pastorale va être consacrée à la formation des jeunes à Cuvry, près de Metz.
Il rejoint le Liban, d'abord à Antoura, de 1952 à 1956. Il enseigne à Damas de 1956 à 1963. Il se retrouve à Fanar, ensuite il revient jusqu'en 1978 à Damas.
En 1978, il est à Alger où il travaille à l'animation du Centre d'études diocésain des Glycines. Il enseigne l’arabe à l’université d'Alger de 1980 à 1986.
En 1994, à cause de la guerre civile en Algérie, il revient en France et est envoyé dans la paroisse Sainte-Anne d'Amiens où il participe à la vie communautaire, en portant son effort sur les relations avec les croyants de l'islam. Il y termine sa vie le 1er avril 2003.

### Œuvres
- (en arabe) Charles de Foucauld et son message à l’homme d’aujourd’hui, Damas, Bab-Touma, 1970
- (en arabe) La résurrection et la libération de l’homme, Damas, Bab-Touma, 1976
- Al-Ghazâlî. Les fondements de la foi, Alger, Centre des glycines, 1981
- Al-Ghazâlî. Le livre de l’amour de Dieu, Alger, Enal (éditions nationales algériennes), 1986
- Al-Ghazâlî. Le livre de la crainte et de l’espoir, Alger, Centre des glycines, 1994
- Étude Le Messie et son prophète
- La croix et le croissant (prix 1998 de l’Académie des Sciences Sociales de Paris), éditions de Paris, 1998
- Judaïsme, christianisme, islam, éditions de Paris, 2000
- Sept nuits avec un ami musulman, éditions de Paris, 2001
- Musulmans, Juifs et chrétiens. Au feu de la foi, éditions de Paris, 2002.

Il a traduit en arabe avec la collaboration de l'auteur cinq romans de Rachid Boudjedra.

### Étude
- Moussali Antoine (1920-2003), Interrogations d’un ami des musulmans, dans, Vivre avec l’Islam ? Réflexions chrétiennes sur la religion de Mahomet, sous la direction d’Annie Laurent, Paris, éd. Saint-Paul, 1996 / 3e éd., 1997.